# Bellucia acutata
Bellucia acutata är en tvåhjärtbladig växtart som beskrevs av Pilg.. Bellucia acutata ingår i släktet Bellucia och familjen Melastomataceae. Inga underarter finns listade i Catalogue of Life.